# Elección papal de 1154
La elección papal de 1154 siguió a la muerte del papa Anastasio IV y resultó en la elección de Nicholas Breakspeare como papa Adriano IV, el único inglés en convertirse en Sumo Pontífice.

## Elección de Adriano IV
El papa Anastasio IV falleció el 3 de diciembre de 1154 en Roma, a una edad muy avanzada. El Colegio Cardenalicio se reunió en la Basílica de San Pedro al día siguiente para elegir a su sucesor. 
El 4 de diciembre de 1154, los cardenales eligieron por unanimidad al cardenal-obispo de Albano Nicolás Breakspeare, antiguo legado en Escandinavia (1152-1153). Tomó el nombre de Adriano IV y fue coronado el 5 de diciembre de 1154 en la Basílica Vaticana. Es el único papa inglés de la historia.

## Cardenales electores
A principios de diciembre de 1154, probablemente había 30 cardenales en el Sacro Colegio Cardenalicio, pero parece que no participaron más de 25 (quizás incluso menos) en la elección.
Cinco electores fueron creados por el Papa Inocencio II, cuatro por el Papa Celestino II, cinco por el Papa Lucio II y once por el Papa Eugenio III.

## Ausentes
Al menos cinco cardenales no participaron en esta elección. Se sabe que el cardenal Giacinto Bobone se encontraba en España en ese momento; sirvió allí como legado papal desde la primavera de 1154 hasta finales de 1155.
El cardenal Odone Bonecase fue legado en Francia entre 1154 y 1155. Gerardo de Namur fue legado en Alemania, mientras que Ildebrando Grassi lo fue en Lombardía. El abad Rainaldo de Montecassino no residía en la Curia Romana.